# Bharatpur (Nepal)
Pronunciação
Bharatpur é uma cidade do Nepal.